# Список глав правительства Черногории
Список глав правительства Черногории включает руководителей правительств Черногории, независимо от исторического наименования должности руководителя правительства и степени независимости государства в этот период.
В настоящее время правительство возглавляет Председатель правительства Черногории (черног. Предс́едник Владе Црне Горе / Predśednik Vlade Crne Gore), являющийся руководителем исполнительной власти страны. Глава партии, набравшей большинство голосов на парламентских выборах, становится главным претендентом на этот пост. Назначение на пост производится Президентом Черногории после голосования по кандидатуре в Скупщине, которой кандидат представляет свою программу действий. Председатель управляет деятельностью правительства и осуществляет её координацию, представляет кабинет на международной арене. На протяжении срока полномочий он обладает неприкосновенностью; может быть отрешён от должности путём объявления вотума недоверия правительству.
Использованная в первом столбце таблиц нумерация является условной; также условным является использование в первом столбце цветовой заливки, служащей для упрощения восприятия принадлежности лиц к различным политическим силам без необходимости обращения к столбцу, отражающему партийную принадлежность. Наряду с партийной принадлежностью, в столбце «Партия» также отражён внепартийный (независимый) статус персоналий. В столбце «Выборы» отражены состоявшиеся выборные процедуры; в случае, если глава правительства получил полномочия без таковых, столбец не заполняется. Для удобства список разделён на принятые в историографии периоды истории страны. Приведённые в преамбулах к каждому из разделов описания этих периодов призваны пояснить особенности политической жизни.
До 18 января (1 февраля) 1919 года, когда Королевство Сербов, Хорватов и Словенцев перешло на григорианский календарь, также приведены юлианские даты. Черногорские имена персоналий последовательно приведены на вуковице (кириллическом алфавите) и гаевице (латинском алфавите), модифицированных в 2009 году для черногорского языка.

## Княжество Черногория (до 1910)

Герб княжества

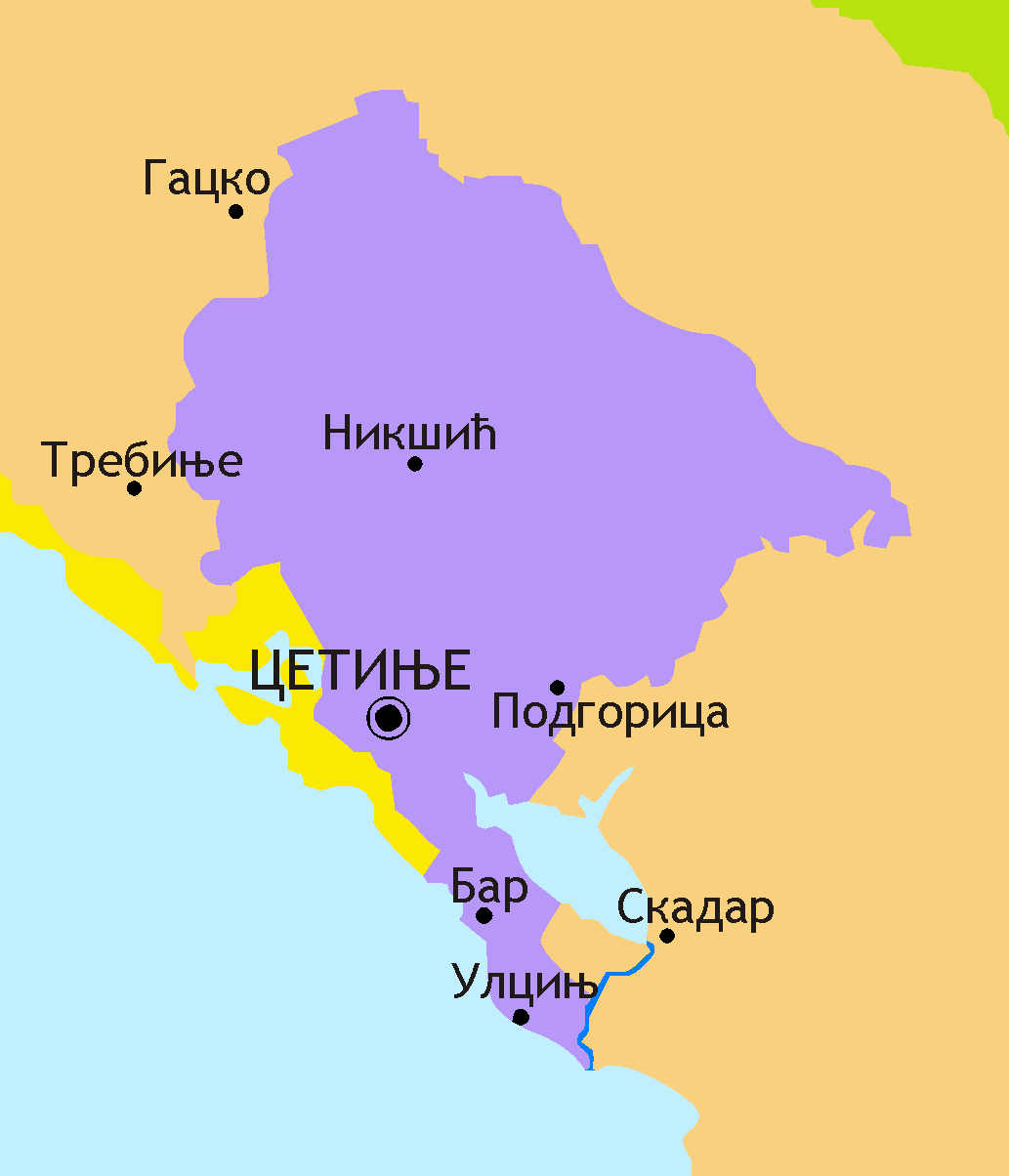
Черногория (1878)

Княжество Черногория (сербохорв. Књажевина Црна Гора, Knjaževina Crna Gora) — государство, существовавшее на Балканском полуострове с 1 (13) марта 1852 года (когда Данило I Петрович, до того являвшийся владыкой (епископом-правителем, сербохорв. Владар), принял светский титул князя и господаря (сербохорв. Књаз и господар) по 20 (28) августа 1910 года (когда оно было провозглашено королевством). Получило международное признание по Берлинскому трактату, подписанному 1 (13) июля 1878 года.
Одним из результатов реформы государственного устройства княжества в 1879 году было создание правительства, получившего название «министерство», состоявшего из 6 отделений, вскоре расширенных в министерства по отдельным вопросам управления (обороны, иностранных дел, юстиции, образования и церковных дел, внутренних дел, финансов и строительства). Все члены правительства также были членами Государственного совета (высшего законодательного и надзорного органа), главой первого правительства стал председатель Государственного совета (сербохорв. Предсједник државнога Савјета, Predsjednik državnoga Savjeta) Божо Петрович Негош. После октроирования князем Николой I Петровичем конституции 1905 года глава правительства получил наименование председатель министерского совета (сербохорв. Предсједник министарскога Савјета, Predsjednik ministrarskoga Savjeta).
|          | Портрет            | Имя (годы жизни)                                                                             | Полномочия                 | Полномочия                 | Партия          | Кабинет       | Пр.           |
| Начало   | Портрет            | Имя (годы жизни)                                                                             | Окончание                  |                            | Партия          | Кабинет       | Пр.           |
| -------- | ------------------ | -------------------------------------------------------------------------------------------- | -------------------------- | -------------------------- | --------------- | ------------- | ------------- |
| 1        |                    | воевода Божо Петрович Негош (1846–1929) сербохорв. Божо Петровић Његош, Božo Petrović Njegoš | 8 (20) марта 1879          | 6 (19) декабря 1905        | независимый     | Петрович      | [ 8 ]         |
| 2        |                    | Лазар Миюшкович (1867–1936) сербохорв. Лазар Миjушковић, Lazar Mijušković                    | 6 (19) декабря 1905        | 11 (24) ноября 1906        | независимый     | Миюшкович (I) | [ 10 ] [ 11 ] |
| 3        |                    | Марко Радулович (1867–1936) сербохорв. Марко Радуловић, Marko Radulović                      | 11 (24) ноября 1906        | 19 января (1 февраля) 1907 | независимый     | Радулович     | [ 10 ] [ 12 ] |
| 4        |                    | Андрия Радович (1872–1947) сербохорв. Андрија Радовић, Andrija Radović                       | 19 января (1 февраля) 1907 | 4 (17) апреля 1907         | Народная партия | Радович (I)   | [ 10 ] [ 13 ] |
| 5 (I—II) |                    | Лазар Томанович (1845–1932) сербохорв. Лазар Томановић, Lazar Tomanović                      | 4 (17) апреля 1907         | 2 (15) апреля 1909         | независимый     | Томанович (I) | [ 10 ] [ 14 ] |
| 5 (I—II) | 2 (15) апреля 1909 | Лазар Томанович (1845–1932) сербохорв. Лазар Томановић, Lazar Tomanović                      | 20 (28) августа 1910       | Томанович (II)             | независимый     |               | [ 10 ] [ 14 ] |

## Королевство Черногория (1910—1918)

Герб королевства

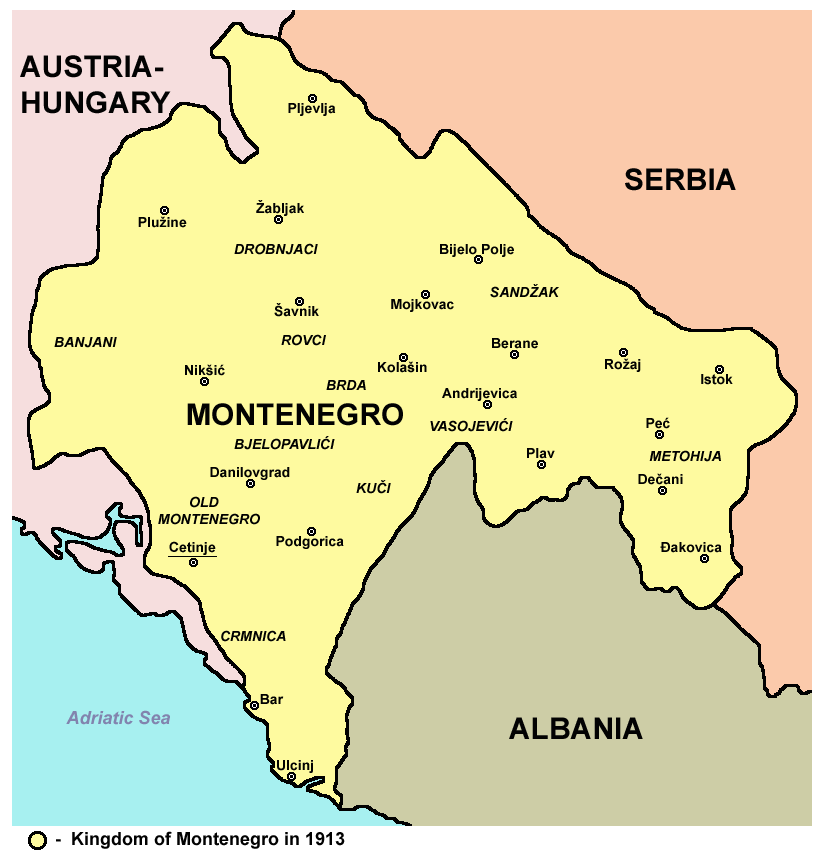
Черногория (1913)

Королевство Черногория (сербохорв. Краљевина Црна Гора, Kraljevina Crna Gora) — государство, существовавшее на Балканском полуострове с 20 (28) августа 1910 года, когда Княжество Черногория было провозглашено королевством, до 13 (26) ноября 1918 года, когда Великая народная скупщина сербского народа в Черногории (сербохорв. Велика народна скупштина српског народа у Црној Гори) приняла решение о низложении династии Петровичей-Негошей и объединении Черногории с Сербией в Королевство Сербов, Хорватов и Словенцев.
В преддверии Первой Балканской войны руководство правительством в июне 1912 года перешло к представителям армии, это положение сохранялось вплоть до поражения Черногории Австро-Венгрией в ходе Первой мировой войны.
После австро-венгерской оккупации территории страны (продолжавшейся с января 1916 года по октябрь 1918 года) король Никола I Петрович и назначенный повторно председателем министерского совета Лазар Миюшкович эвакуировались через Италию во Францию 13 (26) января 1916 года. Правительство в изгнании продолжило свою работу и после принятия Великой народной скупщиной решения о низложении династии и объединении Черногории с Сербией. Местом нахождения правительства в изгнании до марта 1918 года был город Лион, затем до октября 1918 года город Бордо, позже парижское предместье Нёйи-сюр-Сен, а с февраля 1919 года — итальянский город Сан-Ремо. После внезапной смерти генерала Милутина Вучинича 14 сентября 1922 года Йован Пламенац вновь провозгласил себя председателем министерского совета, но регент престола (в изгнании) вдовствующая королева Милена назначила на этот пост генерал-лейтенанта Анто Гвозденовича, однако оба конфликтующие эмигрантские правительства были никем не признаны. 14 сентября 1929 года Михаило отрёкся от претензий на черногорский престол и присягнул на верность Королевству Югославии.
|           | Портрет                      | Имя (годы жизни)                                                                   | Полномочия                      | Полномочия             | Партия      | Кабинет        | Пр.                  |
| Начало    | Портрет                      | Имя (годы жизни)                                                                   | Окончание                       |                        | Партия      | Кабинет        | Пр.                  |
| --------- | ---------------------------- | ---------------------------------------------------------------------------------- | ------------------------------- | ---------------------- | ----------- | -------------- | -------------------- |
| 5 (II—IV) |                              | Лазар Томанович (1845–1932) сербохорв. Лазар Томановић, Lazar Tomanović            | 20 (28) августа 1910            | 1 (14) сентября 1910   | независимый | Томанович (II) | [ 10 ] [ 14 ]        |
| 5 (II—IV) | 1 (14) сентября 1910         | Лазар Томанович (1845–1932) сербохорв. Лазар Томановић, Lazar Tomanović            | 10 (23) августа 1911            | Томанович (III)        | независимый |                | [ 10 ] [ 14 ]        |
| 5 (II—IV) | 10 (23) августа 1911         | Лазар Томанович (1845–1932) сербохорв. Лазар Томановић, Lazar Tomanović            | 6 (19) июня 1912                | Томанович (IV)         | независимый |                | [ 10 ] [ 14 ]        |
| 6         |                              | генерал Митар Мартинович (1870–1954) сербохорв. Митар Мартиновић, Mitar Martinović | 6 (19) июня 1912                | 25 апреля (8 мая) 1913 | армия       | Мартинович     | [ 10 ] [ 21 ] [ 22 ] |
| 7 (I—III) |                              | генерал армии Янко Вукотич (1866–1927) сербохорв. Јанко Вукотић, Janko Vukotić     | 25 апреля (8 мая) 1913          | 12 (25) апреля 1914    | армия       | Вукотич (I)    | [ 10 ] [ 23 ] [ 24 ] |
| 7 (I—III) | 12 (25) апреля 1914          | генерал армии Янко Вукотич (1866–1927) сербохорв. Јанко Вукотић, Janko Vukotić     | 27 августа (9 сентября) 1915    | Вукотич (II)           | армия       |                | [ 10 ] [ 23 ] [ 24 ] |
| 7 (I—III) | 27 августа (9 сентября) 1915 | генерал армии Янко Вукотич (1866–1927) сербохорв. Јанко Вукотић, Janko Vukotić     | 20 декабря 1915 (2 января 1916) | Вукотич (III)          | армия       |                | [ 10 ] [ 23 ] [ 24 ] |

### Правительство в изгнании (1916—1929)
Главами черногорского правительства в изгнании являлись:
|           | Портрет      | Имя (годы жизни)                                                                             | Полномочия                      | Полномочия              | Партия                   | Кабинет        | Пр.           |
| Начало    | Портрет      | Имя (годы жизни)                                                                             | Окончание                       |                         | Партия                   | Кабинет        | Пр.           |
| --------- | ------------ | -------------------------------------------------------------------------------------------- | ------------------------------- | ----------------------- | ------------------------ | -------------- | ------------- |
| А         |              | Лазар Миюшкович (1867–1936) сербохорв. Лазар Миjушковић, Lazar Mijušković                    | 20 декабря 1915 (2 января 1916) | 29 апреля (12 мая) 1916 | Истинная народная партия | Миюшкович (II) | [ 10 ] [ 11 ] |
| Б         |              | Андрия Радович (1872–1947) сербохорв. Андрија Радовић, Andrija Radović                       | 29 апреля (12 мая) 1916         | 4 (17) января 1917      | Народная партия          | Радович (II)   | [ 10 ] [ 13 ] |
| В         |              | Мило Матанович (1879–1955) сербохорв. Мило Матановић, Milo Matanović                         | 4 (17) января 1917              | 29 мая (11 июня) 1917   | армия                    | Матанович      | [ 25 ]        |
| Г         |              | Эвгение Попович (1842–1931) сербохорв. Евгеније Поповић, Evgenije Popović                    | 29 мая (11 июня) 1917           | 4 (17) февраля 1919     | независимый              | Попович        | [ 10 ]        |
| Д (I—III) |              | Йован Пламенац (1873–1944) сербохорв. Јован Пламенац, Jovan Plamenac                         | 4 (17) февраля 1919             | 2 марта 1921            | Истинная народная партия | Пламенац (I)   | [ 10 ] [ 26 ] |
| Д (I—III) | 2 марта 1921 | Йован Пламенац (1873–1944) сербохорв. Јован Пламенац, Jovan Plamenac                         | 7 марта 1921                    | Пламенац (II)           | Истинная народная партия |                | [ 10 ] [ 26 ] |
| Д (I—III) | 7 марта 1921 | Йован Пламенац (1873–1944) сербохорв. Јован Пламенац, Jovan Plamenac                         | 28 июня 1921                    | Пламенац (III)          | Истинная народная партия |                | [ 10 ] [ 26 ] |
| Е         |              | дивизионный генерал Милутин Вучинич (1869–1922) сербохорв. Милутин Вучинић, Milutin Vučinić  | 28 июня 1921                    | 14 сентября 1922        | армия                    | Вучинич        | [ 24 ] [ 27 ] |
| Д (IV)    |              | Йован Пламенац (1873–1944) сербохорв. Јован Пламенац, Jovan Plamenac                         | 14 сентября 1922                | 23 сентября 1922        | Истинная народная партия | Пламенац (IV)  | [ 10 ] [ 26 ] |
| Ж         |              | генерал-лейтенант Анто Гвозденович (1854–1935) сербохорв. Анто Гвозденовић, Anto Gvozdenović | 23 сентября 1922                | 14 сентября 1929        | армия                    | Гвозденович    | [ 10 ] [ 24 ] |

## В составе Королевства Сербов, Хорватов и Словенцев (1918—1919)
После принятия Великой народной скупщиной сербского народа в Черногории (сербохорв. Велика народна скупштина Српског Народа у Црној Гори, Velika narodna skupština srpskog naroda u Crnoј Gori) 13 (26) ноября 1918 года решения о низложении династии Петровичей-Негошей и объединении Черногории с Сербией в Королевство Сербов, Хорватов и Словенцев, 15 (28) ноября 1918 года ею был образован Исполнительный национальный комитет (сербохорв. Извршни народни одбор, Izvrišni narodni odbor) во главе с Марко Даковичем, осуществлявший функции временного правительства провинции до назначения в апреле 1919 года королевского комиссара Иво Павичевича.
|        | Портрет | Имя (годы жизни)                                                  | Полномочия          | Полномочия  | Партия      | Пр.          |
| Начало | Портрет | Имя (годы жизни)                                                  | Окончание           |             | Партия      | Пр.          |
| ------ | ------- | ----------------------------------------------------------------- | ------------------- | ----------- | ----------- | ------------ |
| 8      |         | Марко Дакович (1880–1941) сербохорв. Марко Даковић, Marko Daković | 15 (28) ноября 1918 | апрель 1919 | независимый | [ 5 ] [ 28 ] |

## Итальянская и немецкая оккупация (1941—1944)
После быстрой победы Германии и её союзников над Королевством Югославией, последнее было разделено на десяток частей с различным статусом. В Черногории было провозглашено восстановление национального королевства, однако ни представители династии Петровичей-Негошей, ни дома Романовых не согласились принять корону, и в стране был установлен итальянский военный протекторат. 12 июля 1941 года лидер черногорских сепаратистов в Югославии Секула Дрлевич, прибыв в историческую столицу Цетине, объявил о создании черногорского правительства, что спровоцировало гражданскую войну, в которой поддерживаемым итальянскими войсками коллаборационистам противостояли четники и партизаны.
В октябре 1943 года утратившее контроль над территорией правительство Дрлевича было распущено итальянской администрацией, сам он подвергнут аресту в Сан-Ремо, а позже  выехал в Независимое Государство Хорватию, где в 1944 году пытался создать Государственный совет Черногории в изгнании. 12 сентября 1943 года Италия вывела свои силы, был установлен сохранявшийся до 15 декабря 1944 года немецкий оккупационный режим, когда партизаны завершили освобождение территории Черногории.
|        | Портрет | Имя (годы жизни)                                                       | Полномочия   | Полномочия   | Партия                             | Пр.   |
| Начало | Портрет | Имя (годы жизни)                                                       | Окончание    |              | Партия                             | Пр.   |
| ------ | ------- | ---------------------------------------------------------------------- | ------------ | ------------ | ---------------------------------- | ----- |
|        |         | Секула Дрлевич (1884—1945) сербохорв. Секула Дрљевић / Sekula Drljević | 12 июля 1941 | октябрь 1943 | Черногорская федералистская партия | [ 5 ] |

## В составе Демократической Федеративной Югославии (1945)
29 ноября 1943 года в боснийском городе Яйце на второй сессии Антифашистского вече народного освобождения Югославии (АВНОЮ) было принято решение о строительстве после окончания Второй мировой войны демократического федеративного государства югославских народов под руководством Коммунистической партии Югославии. Были заложены основы федеративного устройства страны из 6 частей (Сербия, Хорватия, Босния и Герцеговина, Словения, Македония и Черногория).
7 марта 1945 года в Белграде было сформировано получившее международное признание временное правительство Демократической Федеративной Югославии во главе с Иосипом Броз Тито, в которое вошли и министры по делам каждого из составивших федерацию федеральных государств. Вскоре были сформированы правительства каждого из федеральных государств (9 апреля — Сербии, 14 апреля — Хорватии, 16 апреля — Македонии, 17 апреля — Черногории, 27 апреля — Боснии и Герцеговины, и 5 мая — Словении). В составе образованной федерации Черногория получила название Федеральное Государство Черногория (сербохорв. Федерална Држава Црна Гора, Federalna Država Crna Gora).
29 ноября 1945 года Учредительная скупщина Югославии окончательно ликвидировала монархию и провозгласила Федеративную Народную Республику Югославию, с преобразованием федеральных государств в народные республики, в числе которых была и Народная Республика Черногория.
|        | Портрет | Имя (годы жизни)                                                        | Полномочия     | Полномочия     | Партия                            | Должность                                                                            | Кабинет                                                                              | Пр.           |
| Начало | Портрет | Имя (годы жизни)                                                        | Окончание      |                | Партия                            | Должность                                                                            | Кабинет                                                                              | Пр.           |
| ------ | ------- | ----------------------------------------------------------------------- | -------------- | -------------- | --------------------------------- | ------------------------------------------------------------------------------------ | ------------------------------------------------------------------------------------ | ------------- |
| 9      |         | Милован Джилас (1911–1995) сербохорв. Милован Ђилас, Milovan Djilas     | 7 марта 1945   | 17 апреля 1945 | Коммунистическая партия Югославии | министр Черногории (во временном правительстве ДФЮ) сербохорв. министар за Црну Гору | министр Черногории (во временном правительстве ДФЮ) сербохорв. министар за Црну Гору | [ 5 ] [ 36 ]  |
| 10 (I) |         | Блажо Йованович (1907–1976) сербохорв. Блажо Јовановић, Blažo Jovanović | 17 апреля 1945 | 29 ноября 1945 | Коммунистическая партия Югославии | председатель правительства серб. председник владе                                    | Йованович (I)                                                                        | [ 37 ] [ 38 ] |

## В составе ФНРЮ (1945—1963)
После провозглашения 29 ноября 1945 года Учредительной скупщиной Федеративной Народной Республики Югославия входившие в состав Демократической Федеративной Югославии государства были преобразованы в народные республики, в числе которых была и Народная Республика Черногория (сербохорв. Народна Република Црна Гора, Narodna Republika Crna Gora).
До 4 февраля 1953 года правительство Народной Республики Черногории (сербохорв. Влада Народне Републике Црне Горе, Vlada Narodne Republike Crne Gore) возглавлял его председатель (сербохорв. предсједник владе, predsјеdnik vlade), позже правительство получило название Исполнительное вече Народной скупщины Народной Республики Черногории (сербохорв. Извршно веће Народне скупштине Народне Републике Црне Горе, Izvršno veće Narodne skupštine Narodne Republike Crne Gore), а его руководитель — председатель Исполнительного веча  (сербохорв. предсjeдник Извршног већа, predsjednik Izvršnog veća).
|           | Портрет        | Имя (годы жизни)                                                            | Полномочия      | Полномочия      | Партия                                                                                               | Кабинет       | Пр.           |
| Начало    | Портрет        | Имя (годы жизни)                                                            | Окончание       |                 | Партия                                                                                               | Кабинет       | Пр.           |
| --------- | -------------- | --------------------------------------------------------------------------- | --------------- | --------------- | --- | ------------- | ------------- |
| 10 (I—IV  |                | Блажо Йованович (1907–1976) сербохорв. Блажо Јовановић, Blažo Jovanović     | 29 ноября 1945  | 2 января 1947   | Коммунистическая партия Югославии → Коммунистическая партия Черногории → Союз коммунистов Черногории | Йованович (I) | [ 37 ] [ 38 ] |
| 10 (I—IV  | 2 января 1947  | Блажо Йованович (1907–1976) сербохорв. Блажо Јовановић, Blažo Jovanović     | ?               | Йованович (II)  | Коммунистическая партия Югославии → Коммунистическая партия Черногории → Союз коммунистов Черногории |               | [ 37 ] [ 38 ] |
| 10 (I—IV  | ?              | Блажо Йованович (1907–1976) сербохорв. Блажо Јовановић, Blažo Jovanović     | 4 февраля 1953  | Йованович (III) | Коммунистическая партия Югославии → Коммунистическая партия Черногории → Союз коммунистов Черногории |               | [ 37 ] [ 38 ] |
| 10 (I—IV  | 4 февраля 1953 | Блажо Йованович (1907–1976) сербохорв. Блажо Јовановић, Blažo Jovanović     | 16 декабря 1953 | Йованович (IV)  | Коммунистическая партия Югославии → Коммунистическая партия Черногории → Союз коммунистов Черногории |               | [ 37 ] [ 38 ] |
| 11 (I—II) |                | Филип Байкович (1910–1985) сербохорв. Филип Бајковић, Filip Bajković        | 16 декабря 1953 | ?               | Союз коммунистов Черногории                                                                          | Байкович (I)  | [ 41 ] [ 42 ] |
| 11 (I—II) | ?              | Филип Байкович (1910–1985) сербохорв. Филип Бајковић, Filip Bajković        | 12 июля 1962    | Байкович (II)   | Союз коммунистов Черногории                                                                          |               | [ 41 ] [ 42 ] |
| 12        |                | Джёрджие Пайкович (1917–1980) сербохорв. Ђорђије Пајковић, Đorđije Pajković | 12 июля 1962    | 7 апреля 1963   | Союз коммунистов Черногории                                                                          | Пайкович      | [ 43 ]        |

## В составе СФРЮ (1963—1992)
Вступившая в силу 7 апреля 1963 года новая конституция Югославии провозгласила страну социалистическим государством, в соответствии с чем его название было изменено на Социалистическая Федеративная Республика Югославия, а входившие в её состав республики получили название социалистических, включая Социалистическую Республику Черногорию (сербохорв. Социјалистичка Република Црна Гора, Socijalistička Republika Crna Gora). По обновлённой республиканской конституции правительство республики получило название Исполнительное вече Скупщины Социалистической Республики Черногория (сербохорв. Извршно веће Скупштине Социјалистичке Републике Црне Горе, Izvršno veće Skupštine Sociјаlističke Republike Crne Gore), название должности его руководителя было сохранено — председатель Исполнительного веча (сербохорв. предсjeдник Извршног већа, predsjednik Izvršnog veća).
3 августа 1991 года официальное название государства было изменено на Республика Черногория (сербохорв. Република Црна Гора, Republika Crna Gora). 27 апреля 1992 года Черногория вместе с Сербией образовала Союзную Республику Югославию.
|        | Портрет | Имя (годы жизни)                                                               | Полномочия      | Полномочия      | Партия                                                                      | Кабинет        | Пр.           |
| Начало | Портрет | Имя (годы жизни)                                                               | Окончание       |                 | Партия                                                                      | Кабинет        | Пр.           |
| ------ | ------- | ------------------------------------------------------------------------------ | --------------- | --------------- | --------------------------------------------------------------------------- | -------------- | ------------- |
| (12)   |         | Джёрджие Пайкович (1917–1980) сербохорв. Ђорђије Пајковић, Đorđije Pajković    | 7 апреля 1963   | 25 июня 1963    | Союз коммунистов Черногории                                                 | Пайкович       | [ 43 ]        |
| 13     |         | Веселин Джуранович (1925–1997) сербохорв. Веселин Ђурановић, Veselin Đuranović | 25 июня 1963    | 8 декабря 1966  | Союз коммунистов Черногории                                                 | Джуранович     | [ 45 ] [ 46 ] |
| 14     |         | Миюшко Шибалич (1915–1995) сербохорв. Мијушко Шибалић, Mijuško Šibalić         | 8 декабря 1966  | 5 мая 1967      | Союз коммунистов Черногории                                                 | Шибалич        | [ 47 ]        |
| 15     |         | Видое Жаркович (1927–2000) сербохорв. Видоје Жарковић, Vidoje Žarković         | 5 мая 1967      | 7 октября 1969  | Союз коммунистов Черногории                                                 | Жаркович       | [ 48 ]        |
| 16     |         | Жарко Булаич (1927–2000) сербохорв. Жарко Булајић, Žarko Bulajić               | 7 октября 1969  | 6 мая 1974      | Союз коммунистов Черногории                                                 | Булаич         | [ 49 ]        |
| 17     |         | Марко Орландич (1930–2019) сербохорв. Марко Орландић, Marko Orlandić           | 6 мая 1974      | 28 апреля 1978  | Союз коммунистов Черногории                                                 | Орландич       | [ 50 ]        |
| 18     |         | Момчило Цемович (1928–2001) сербохорв. Момчило Цемовић, Momčilo Cemović        | 28 апреля 1978  | 7 мая 1982      | Союз коммунистов Черногории                                                 | Цемович        | [ 51 ]        |
| 19     |         | Радивое Брайович (1935–) сербохорв. Радивоје Брајовић, Radivoje Brajović       | 7 мая 1982      | 6 июня 1986     | Союз коммунистов Черногории                                                 | Брайович       |               |
| 20     |         | Вуко Вукадинович (1937–1993) сербохорв. Вуко Вукадиновић, Vuko Vukadinović     | 6 июня 1986     | 29 марта 1989   | Союз коммунистов Черногории                                                 | Вукадинович    | [ 52 ]        |
| 21     |         | Радое Контич (1937–) сербохорв. Радоје Контић, Radoje Kontić                   | 29 марта 1989   | 15 февраля 1991 | Союз коммунистов Черногории                                                 | Контич         | [ 53 ]        |
| 22 (I) |         | Мило Джуканович (1962–) сербохорв. Мило Ђукановић, Milo Đukanović              | 15 февраля 1991 | 27 апреля 1992  | Союз коммунистов Черногории → Демократическая партия социалистов Черногории | Джуканович (I) | [ 54 ] [ 55 ] |
|        |         | Мило Джуканович (1962–) сербохорв. Мило Ђукановић, Milo Đukanović              | 15 февраля 1991 | 27 апреля 1992  | Союз коммунистов Черногории → Демократическая партия социалистов Черногории | Джуканович (I) | [ 54 ] [ 55 ] |

## В составе СРЮ (1992—2003)
Приняв 27 апреля 1992 года новую союзную конституцию, Черногория вместе с Сербией образовала Союзную Республику Югославию. По принятой затем республиканской конституции руководителем правительства Черногории стал председатель правительства (серб. Предсједник Владе Републике Црне Горе, Predsjednik Vlade Republike Crne Gore), а государственным языком была объявлена иекавская форма сербского языка. 4 февраля 2003 года Союзная Республика Югославия была преобразована в Государственный Союз Сербии и Черногории, представлявший собой конфедерацию независимых государств.
|              | Портрет | Имя (годы жизни)                                              | Полномочия     | Полномочия     | Партия                                        | Выборы           | Кабинет         | Пр.           |
| Начало       | Портрет | Имя (годы жизни)                                              | Окончание      |                | Партия                                        | Выборы           | Кабинет         | Пр.           |
| ------------ | ------- | ------------------------------------------------------------- | -------------- | -------------- | --------------------------------------------- | ---------------- | --------------- | ------------- |
| (22) (I—III) |         | Мило Джуканович (1962–) серб. Мило Ђукановић, Milo Đukanović  | 27 апреля 1992 | 1993           | Демократическая партия социалистов Черногории | [ комм. 20 ]     | Джуканович (I)  | [ 54 ] [ 55 ] |
| (22) (I—III) | 1993    | Мило Джуканович (1962–) серб. Мило Ђукановић, Milo Đukanović  | 1996           | 1992           | Демократическая партия социалистов Черногории | Джуканович (II)  |                 | [ 54 ] [ 55 ] |
| (22) (I—III) | 1996    | Мило Джуканович (1962–) серб. Мило Ђукановић, Milo Đukanović  | 5 февраля 1998 | 1996           | Демократическая партия социалистов Черногории | Джуканович (III) |                 | [ 54 ] [ 55 ] |
| 23           |         | Филип Вуянович (1954–) серб. Филип Вујановић, Filip Vujanović | 5 февраля 1998 | 8 января 2003  | Демократическая партия социалистов Черногории | 1998 2001        | Вуянович        | [ 59 ] [ 60 ] |
| 22 (IV)      |         | Мило Джуканович (1962–) серб. Мило Ђукановић, Milo Đukanović  | 8 января 2003  | 4 февраля 2003 | Демократическая партия социалистов Черногории | 2002             | Джуканович (IV) | [ 54 ] [ 55 ] |

## В составе Государственного союза (2003—2006)
14 марта 2002 года Сербия и Черногория пришли к соглашению о сотрудничестве только в некоторых политических областях (например, оборонительный союз и международное представительство). 4 февраля 2003 года было принято конституционное уложение Государственного Союза Сербии и Черногории (серб. Државна заједница Србија и Црна Гора). Каждое государство имело своё собственное законодательство и экономическую политику, а позже — валюту, таможню и другие государственные атрибуты. Союз официально не имел общей столицы — хотя большинство правительственных органов находилось в столице Сербии Белграде, некоторые были переведены в столицу Черногории Подгорицу.
|           | Портрет | Имя (годы жизни)                                             | Полномочия     | Полномочия  | Партия                                        | Кабинет         | Пр.           |
| Начало    | Портрет | Имя (годы жизни)                                             | Окончание      |             | Партия                                        | Кабинет         | Пр.           |
| --------- | ------- | ------------------------------------------------------------ | -------------- | ----------- | --------------------------------------------- | --------------- | ------------- |
| (22) (IV) |         | Мило Джуканович (1962–) серб. Мило Ђукановић, Milo Đukanović | 4 февраля 2003 | 3 июня 2006 | Демократическая партия социалистов Черногории | Джуканович (IV) | [ 54 ] [ 55 ] |

## Период независимости (с 2006)
21 мая 2006 года в Черногории был проведён референдум о национальной независимости. По его результатам 3 июня 2006 года была провозглашена национальная независимость Черногории, вскоре признанная Сербией.
Согласно новой конституции, принятой 22 ноября 2007 года и вступившей в силу через месяц, название страны было изменено на Черногория (черног. Црна Гора, Crna Gora), государственным был объявлен черногорский язык.
|           | Портрет      | Имя (годы жизни)                                                          | Полномочия      | Полномочия      | Партия | Выборы          | Кабинет          | Пр.           |
| Начало    | Портрет      | Имя (годы жизни)                                                          | Окончание       |                 | Партия | Выборы          | Кабинет          | Пр.           |
| --------- | ------------ | ------------------------------------------------------------------------- | --------------- | --------------- | --- | --------------- | ---------------- | ------------- |
| 22 (IV)   |              | Мило Джуканович (1962—) серб. Мило Ђукановић, Milo Đukanović              | 3 июня 2006     | 10 ноября 2006  | Демократическая партия социалистов Черногории | (2002)          | Джуканович (IV)  | [ 54 ] [ 55 ] |
| 23        |              | Желько Штуранович (1960—2014) черног. Жељко Штурановић, Željko Šturanović | 10 ноября 2006  | 29 февраля 2008 | Демократическая партия социалистов Черногории | 2006            | Штуранович       | [ 66 ] [ 67 ] |
| 22 (V—VI) |              | Мило Джуканович (1962—) черног. Мило Ђукановић, Milo Đukanović            | 29 февраля 2008 | 10 июня 2009    | Демократическая партия социалистов Черногории | 2006            | Джуканович (V)   | [ 54 ] [ 55 ] |
| 22 (V—VI) | 10 июня 2009 | Мило Джуканович (1962—) черног. Мило Ђукановић, Milo Đukanović            | 29 декабря 2010 | 2009            | Демократическая партия социалистов Черногории | Джуканович (VI) |                  | [ 54 ] [ 55 ] |
| 24        |              | Игор Лукшич (1976—) черног. Игор Лукшић, Igor Lukšić                      | 29 декабря 2010 | 2009            | Демократическая партия социалистов Черногории | 4 декабря 2012  | Лукшич           | [ 68 ] [ 69 ] |
| 22 (VII)  |              | Мило Джуканович (1962—) черног. Мило Ђукановић, Milo Đukanović            | 4 декабря 2012  | 28 ноября 2016  | Демократическая партия социалистов Черногории | 2012            | Джуканович (VII) | [ 54 ] [ 55 ] |
| 25        |              | Душко Маркович (1958—) черног. Душко Марковић, Duško Marković             | 28 ноября 2016  | 4 декабря 2020  | Демократическая партия социалистов Черногории | 2016            | Маркович         | [ 70 ] [ 71 ] |
| 26        |              | Здравко Кривокапич (1958—) черног. Здравко Кривокапић, Zdravko Krivokapić | 4 декабря 2020  | 28 апреля 2022  | независимый поддержан коалицией «За будущее Черногории» | 2020            | Кривокапич       | [ 72 ] [ 73 ] |
| 27        |              | Дритан Абазович (1985—) черног. Дритан Абазовић, Dritan Abazović          | 28 апреля 2022  | 31 октября 2023 | Объединенное реформистское действие в коалиции с Социал-демократической партией Черногории, Социалистической народной партией Черногории, Бошнякской партией, Албанским списком, Албанской коалицией, Хорватской гражданской инициативой и движением Civis | 2020            | Абазович         | [ 74 ] [ 75 ] |
| 28        |              | Милойко Спаич (1987—) черног. Милојко Спајић, Milojko Spajić              | 31 октября 2023 | действующий     | Движение «Европа сейчас!» в коалиции с Демократической Черногорией, Социалистической народной партией Черногории, Новой демократической силой, Демократической партией, Албанской альтернативой и движением Civis                                          | 2023            | Спаич            | [ 76 ]        |